# 燕桓侯
燕桓侯（？—前691年），中國春秋時期的燕國君主，燕宣侯之子。在位七年。
燕宣侯十三年（前698年）卒，桓侯立。即位初年受到山戎的侵逼，將國都徙到臨易（今河北雄縣），國力日衰，桓侯七年（前691年）卒，子燕莊公即位。